# 維斯維利亞尼山
15°26′44″S 71°22′56″W / 15.44556°S 71.38222°W
維斯維利亞尼山（Wiswillani），是秘魯的山峰，位於該國南部阿雷基帕大區，由蒂斯科區和卡亞利區負責管轄，屬於安地斯山脈的一部分，海拔高度5,070米。